# Orsans, Aude
Orsans är en kommun i departementet Aude i regionen Occitanien  i södra Frankrike. Kommunen ligger  i kantonen Fanjeaux som ligger i arrondissementet Carcassonne. År 2022 hade Orsans 97 invånare.

## Befolkningsutveckling
Antalet invånare i kommunen Orsans
Referens: INSEE